# Kopceliite, Gabrovo
Kopceliite (în bulgară Копчелиите) este un sat în comuna Gabrovo, regiunea Gabrovo,  Bulgaria. 

## Demografie
Componența etnică a satului Kopceliite
     Bulgari (100%)
     Nicio identificare (0%)
     Altele (0%)
La recensământul din 2011, populația satului Kopceliite era de 77 locuitori. Din punct de vedere etnic, toți locuitorii erau bulgari.